# Chiesa di San Francesco (Città di Castello)
San Francesco è una chiesa Chiesa cattolica a Città di Castello, in provincia di Perugia.

## Storia
La chiesa fu consacrata nel 1291 e si presentava, fin dall'origine, una  struttura gotica tipica dell'ordine mendicante, a navata unica. Pochi elementi rimangono dell'originario edificio, come l'esterno dell'abside, il fianco destro ed alcune finestre. Nel corso dei secoli successivi furono realizzate modifiche ed ampliamenti. La più importante è la completa ristrutturazione avvenuta tra il 1707 e il 1727 che le diede l'attuale aspetto tardo-barocco.

## La chiesa
La semplice facciata in mattoni si differenzia dagli interni riccamente decorativi. La navata unica è aperta da cappelle e coperta da volte a botte. Al centro di esse sono medaglioni affrescati con i Santi Francesco, Antonio da Padova e Giuseppe da Copertino da Lucantonio Angiolucci. Gli stucchi furono invece eseguiti da Antonio Milli.
L'altare di San Giuseppe, il primo a destra, presenta oggi una copia dell'originale Sposalizio della Vergine di Raffaello (1504), rubato dalle truppe napoleoniche nel 1798, ed oggi nella Pinacoteca di Brera. La Cappella Vitelli, la prima a sinistra, fu progettata nel 1550 circa da Giorgio Vasari, per il quale dipinse la grande tela raffigurante l'Incoronazione della Vergine (1563). In chiesa è anche una terracotta invetriata di bottega robbiana, attribuita anche a Santi Buglioni, raffigurante le Stimmate di San Francesco, eseguita per la famiglia Cerboni.
L'altare scolpito del XIV secolo è attribuito al francescano Beato Giacomo, che era anche uno scultore del marmo. Dietro l'altare è il settecentesco coro in noce. Una delle cappelle a destra conteneva in passato il Reliquiario del braccio dell'apostolo Sant'Andrea di Lorenzo Ghiberti, ora conservato nella Pinacoteca Comunale della città. Anche l'Adorazione dei pastori di Luca Signorelli (1496) fu dipinta per questa chiesa, ma oggi si trova alla National Gallery (Londra).